# 중앙아프리카 공화국 대통령
이 기사는 중앙아프리카 공화국과 중앙아프리카 제국의 국가 원수들을 열거하고 있다. 1960년 8월 13일 프랑스로부터 독립한 이래 중앙아프리카 공화국과 중앙아프리카 제국 역사상 7명의 국가원수가 있었다. 이 목록에는 중앙아프리카 공화국의 대통령으로 취임 선서를 한 사람들뿐만 아니라 사실상의 국가원수를 지낸 사람들도 포함되어 있다.
장베델 보카사는 1976년부터 1979년까지 중앙아프리카 제국의 황제로도 군림했다. 1979년부터 1981년까지는 사실상의 국가원수를 지낸 다비드 다코, 앙드레 콜링바, 앙주펠릭스 파타세, 프랑수아 보지제 등이 재임 도중에 어느 시점에 선출되었다. 현재까지 콜링바는 1993년 총선에 이어 중앙아프리카 공화국 전 국가수반 가운데 유일하게 민주적 절차를 거쳐 자진 사퇴했다.
현 중앙아프리카공화국 대통령은 포스탱아르샹주 투아데라로 2016년 3월 30일에 취임했다.

## 같이 보기
- 중앙아프리카 공화국의 역사